# Catarina Ligendza

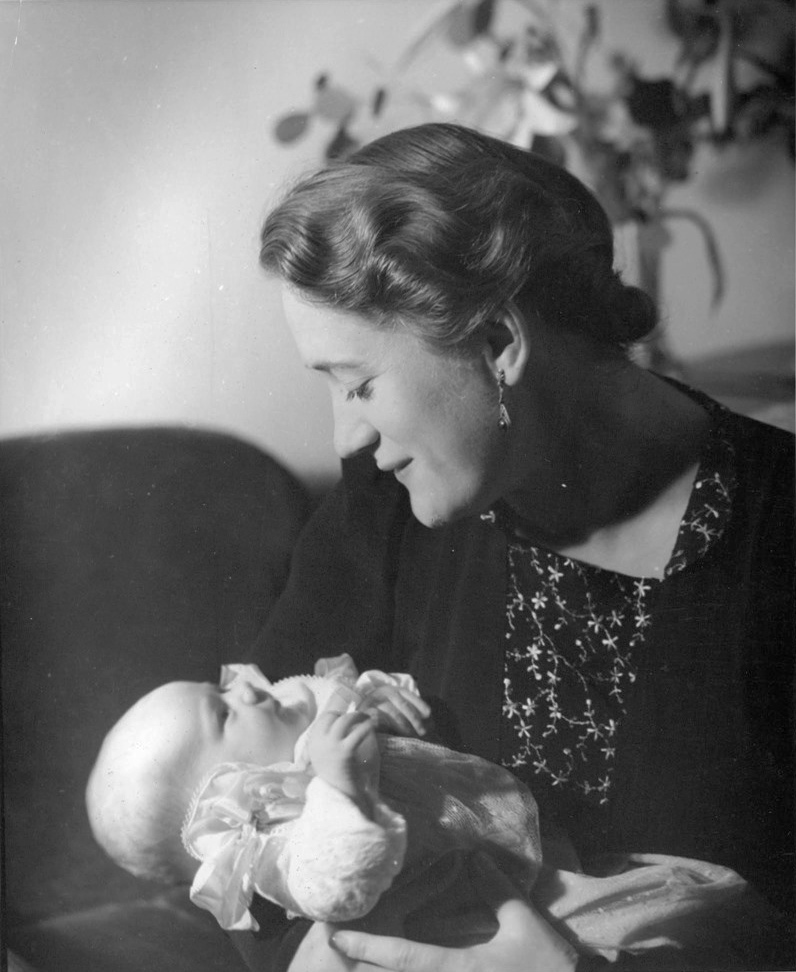
Matka Catariny - Brita Hertzberg - trzymająca swoją córkę (1937).

Catarina Ligendza, właśc. Katarina Beyron (ur. 18 października 1937 w Sztokholmie) – szwedzka śpiewaczka operowa, sopran.

## Życiorys
Jej rodzice (Brita Hertzberg i Einar Beyron) byli śpiewakami występującymi w Operze Królewskiej w Sztokholmie. W latach 1959–1963 studiowała w Würzburgu i Wiedniu, pobierała też lekcje u Josefa Greindla w Saarbrücken. Zadebiutowała na scenie w 1965 roku w Linzu jako Hrabina Almaviva w Weselu Figara W.A. Mozarta. Od 1966 do 1969 roku śpiewała w teatrach operowych w Saarbrücken i Brunszwiku. W latach 1970–1988 była związana z Deutsche Oper w Berlinie Zachodnim. W 1970 roku debiutowała w mediolańskiej La Scali (tytułowa rola w Arabelli Richarda Straussa), w 1971 roku w Metropolitan Opera w Nowym Jorku (Leonora w Fideliu Luwiga van Beethovena), a w 1972 roku w Covent Garden Theatre w Londynie (Senta w Holendrze tułaczu Richarda Wagnera). Między 1971 a 1987 rokiem regularnie pojawiała się na festiwalu w Bayreuth, gdzie kreowała role Brunhildy w Walkirii oraz Izoldy w Tristanie i Izoldzie. W 1988 roku zakończyła karierę sceniczną.